# Igreja de Jesus Cristo (Bickertonita)
Igreja de Jesus Cristo (Bickertonita) é uma organização religiosa conhecida oficialmente como A Igreja de Jesus Cristo com sede em Monongahela, Pensilvânia, e seus membros geralmente são conhecidos como bickertonitas.
Os bickertonitas defendem serem os legítimos sucessores da Igreja de Cristo organizada pelo profeta Joseph Smith Jr. em 6 de abril de 1830. Com a morte do profeta em 1844, os bickertonitas defendem que o legítimo sucessor deveria ser Sidney Rigdon, conselheiro da Primeira Presidência e não Brigham Young, o presidente do Quórum dos Doze Apóstolos, que acabou seguido pela maioria dos fiéis, e tornou-se o líder de A Igreja de Jesus Cristo dos Santos dos Últimos Dias.
O grupo de seguidores de Rigdon desfez-se, com exceção do élder William Bickerton, que continuou a pregação do evangelho, batizando pessoas, e formando o movimento da Igreja de Jesus Cristo.

## História

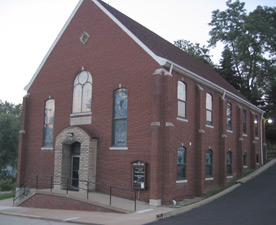
A capela histórica da Igreja, em Monongahela,Pensilvânia.

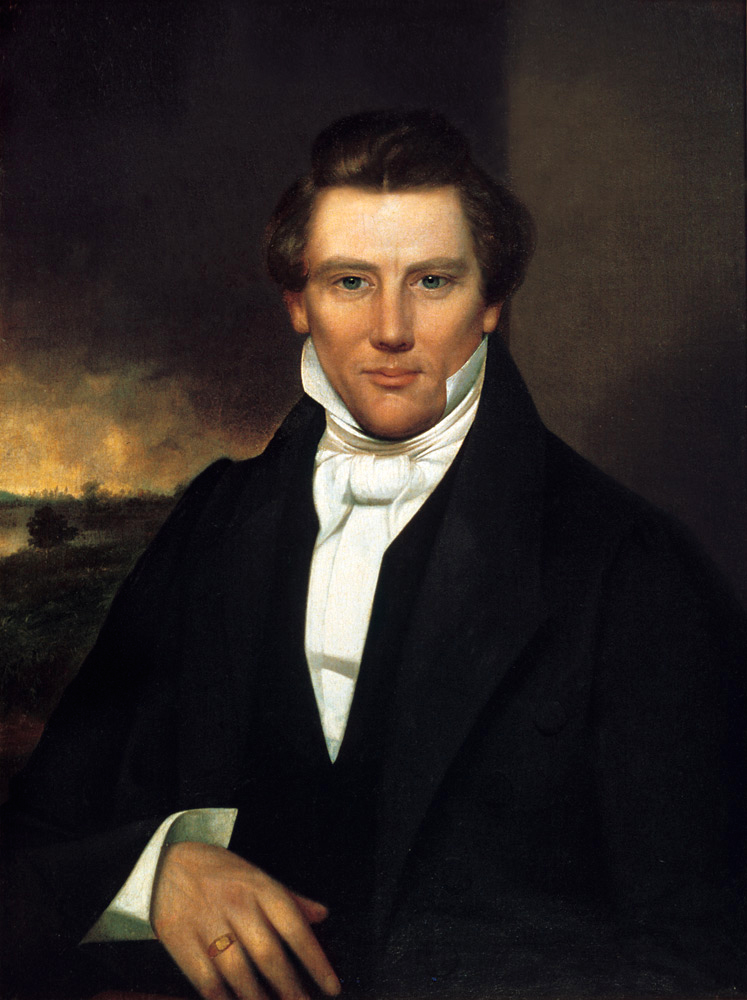
Joseph Smith, fundador do Movimento dos Santos dos Últimos Dias

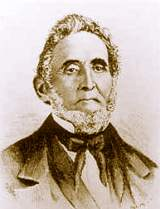
Sidney Rigdon

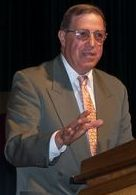
Paulo Palmieri, presidente da Igreja de Jesus Cristo

A Igreja de Jesus Cristo afirma ser uma continuação da Igreja de Cristo, que foi a organização da igreja original estabelecida por Joseph Smith, Jr. informalmente em 1829 e, em seguida, como uma entidade legal em 06 abril de 1830, no noroeste do estado de Nova Iorque. Em 6 de abril de 1830, Joseph Smith, Jr., Oliver Cowdery e um grupo de cerca de 30 fiéis reuniram-se para organizar formalmente a Igreja de Cristo como uma instituição legal.
Tradicionalmente, isso é dito ter ocorrido na casa de Peter Whitmer Senior, na cidade de Fayette, Nova Iorque, mas relatos iniciais dizem ter sido em Manchester. Logo após essa organização formal, pequenos ramos foram formalmente criados em Fayette, Manchester e Colesville.
Smith e seus companheiros pretendiam que a Igreja de Cristo fosse a restauração da igreja do primeiro século, a Igreja fundada por Cristo em sua primeira vinda, Smith ensinou que as denominações atuais haviam perdido o favor e a autoridade de Deus por causa de uma grande apostasia. No final de 1830, Smith vislumbrou a "cidade de Sião" em terras americanas perto de Independence, Missouri. Em outubro de 1830, enviou o seu segundo em comando Oliver Cowdery e outros, em uma missão para a área. Passando por Kirtland, Ohio, os missionários formaram uma congregação de discípulos de Cristo convertidos, liderada por Sidney Rigdon e, em 1831, Smith decidiu levar temporariamente seus seguidores até Kirtland na área de Missouri para poder colonizar aquela região. A sede da igreja permaneceu em Kirtland de 1831 a 1838.
Muitos dos seguidores de Smith tentaram colonizar Missouri durante a década de 1830, e o próprio Smith mudou-se para lá em 1838. A igreja enfrentou a oposição política e militar por parte de outros colonos de Missouri. Após uma série de crises, a igreja, em seguida, estabeleceu sua nova sede em Nauvoo, Illinois, cidade construída sobre um pântano drenado pelo rio Mississippi, onde Joseph Smith Jr. atuou como prefeito. Lá, a igreja prosperou até que Smith e seu irmão Hyrum foram mortos por uma multidão em 1844. Eles estavam aguardando julgamento por crimes relacionados com a destruição da imprensa do Nauvoo Exposito. Na época, Joseph Smith era um candidato menor à presidência dos Estados Unidos, com Sidney Rigdon como seu companheiro de chapa.
Quando Joseph Smith foi morto em 1844, houve uma confusão sobre quem deveria sucedê-lo na liderança da igreja. Muitos dos líderes da igreja estavam ausentes de Nauvoo, no momento da sua morte, servindo como missionários ou trabalhando na campanha presidencial de Joseph Smith. Sidney Rigdon estava em Pittsburgh, Pensilvânia, quando soube da morte de Smith, e dirigiu-se imediatamente a Nauvoo, tornando-se um dos primeiros líderes da igreja a retornar. Ele rapidamente anunciou que tinha o direito de levar a igreja como seu "guardião", até que procedimentos adequados pudessem decidir o próximo presidente da igreja e que o Quórum dos Doze não teria o direito de conduzir a igreja. Rigdon, como um dos Doze, tinha sido ordenado por Joseph Smith como um "Profeta, Vidente e Revelador".
A Igreja de Jesus Cristo afirma que a Primeira Presidência tomou quase todas as grandes decisões e liderou a Igreja de Cristo antes da morte de Smith e, como primeiro conselheiro de Smith, Rigdon achava que ele deveria naturalmente ter sido o líder da igreja após a morte de Smith.
Os Santos dos Últimos Dias que seguiram Rigdon se separaram dos seguidores de Brigham Young. Rigdon e seus seguidores estabeleceram-se em Pittsburgh, Pensilvânia. Em 6 de abril de 1845, Rigdon presidiu uma conferência da Igreja de Cristo, em que ele dizia ser o legítimo continuador da igreja fundada por Smith. William Bickerton estava entre os convertidos pela pregação de Rigdon, e foi batizado em Pittsburgh em 1845. Mais tarde naquele mesmo ano, Bickerton foi ordenado presbítero e logo após um evangelista na igreja. A organização de Rigdon desfez-se pouco tempo depois.
Bickerton continuou a pregar e em maio de 1851 um ramo da Igreja foi organizada sob a liderança de Bickerton em West Elizabeth, na Pensilvânia. Em uma conferência em 9 de julho de 1861, foi registrado que 12 de seus membros foram escolhidos e chamados pelo Espírito Santo para ser apóstolos. A igreja foi fundada em Pittsburgh, Pensilvânia, em junho 1865 com o nome legal de "Igreja de Jesus Cristo dos Green Oak, na Pensilvânia". Em 5 de abril de 1941, a igreja na Pensilvânia recebeu o título de "A Igreja de Jesus Cristo " de Washington County, Pensilvânia. A igreja hoje está legalmente registrada como "A Igreja de Jesus Cristo" no cartório de registro empresarial do estado da Pensilvânia.

## Estrutura organizacional
A Igreja de Jesus Cristo não acredita que o ofício profético é limitado a um "profeta" ou presidente da igreja, eles acreditam que as revelações podem vir a todo o Quórum dos Doze e até para os membros da igreja. O presidente da igreja é eleito pelo sacerdócio da igreja e selecionado dentre o Quórum dos Doze Apóstolos.
O presidente da igreja, sendo um apóstolo ordenado, funciona como o chefe de operações, supervisionando as atividades gerais da igreja. Em contraste, o Quórum dos Doze Apóstolos tem o seu próprio presidente e diretores eleitos entre si, independente do sacerdócio geral. O Quorum dos Doze é o principal responsável por guiar o crescimento e o desenvolvimento espiritual da igreja em geral, atuando como assessores de comitês operacionais importantes. Outros oficiais da igreja incluem o Quórum dos Setenta Evangelistas.
Os registros da igreja que são considerados válidos pelos apóstolos são publicados, mas não estão reunidos num único volume. Essas revelações podem vir do Quórum dos Doze, isoladamente ou em conjunto. Elas também podem vir de membros individuais da igreja e só serão publicados se forem aprovadas pelo Quórum.

## Doutrinas
A Igreja de Jesus Cristo é independente de qualquer outra igreja do Movimento dos Santos dos Últimos Dias. A Igreja de Jesus Cristo há muito tempo rejeitou o casamento plural, o casamento celestial, dois sacerdócios separados, e muitas outras doutrinas ensinadas por algumas outras denominações do Movimento dos Santos dos Últimos Dias. A Igreja de Jesus Cristo ensina que muitas das doutrinas e revelações que Joseph Smith ensinou não eram de Deus e eram contrárias à Bíblia e ao Livro de Mórmon. A Igreja de Jesus Cristo também ensina que muitas denominações dos Santos dos Últimos Dias caíram em erro, seguindo essas revelações. 

### A Natureza de Deus
Uma dissertação sobre a fé e doutrina de A Igreja de Jesus Cristo, um trabalho aprovado pelo Quórum dos Doze Apóstolos da Igreja e aprovado por seus ministros na Conferência Geral da Igreja, realizada em outubro de 1985, afirma: "Nós acreditamos em Deus, o Pai Eterno, e em Seu Filho, Jesus Cristo, e no Espírito Santo. Esses três são o grande poder incomparável que governa todas as coisas visíveis e invisíveis, pois é dele e através dele que recebemos todas as coisas tanto para esta vida e a que está por vir."  A igreja acredita em um "Deus que tem forma", separado da forma assumida por Cristo, dizendo: "De acordo com essas escrituras, Deus tem um corpo, uma forma, depois que o homem foi criado. Deus é uma entidade com forma e contorno. Negar que Deus tem um corpo ou forma, é negar a própria existência de Deus." Esta forma de Deus, o Pai, é separada da de Cristo como a imagem de Deus, como é evidente a partir da visão de Joseph Smith antes de receber o Livro de Mórmon, quando ele viu o Pai e o Filho com formas corporais diferentes. Este órgão específico para o Pai fica mais claro na definição da igreja sobre a onipresença de Deus e de Jesus Cristo, a fé e a doutrina: "Deus, através do Seu Espírito, pode estar em toda parte, Ele pode observar e penetrar em qualquer parte do universo de sua criação. Isso não significa que Deus está fisicamente em todos os lugares, mas seu espírito, que está em comunicação com todas as coisas em todos os tempos, está em toda parte. Ele é como a fragrância de um lindo buquê de flores que permeia toda uma casa, ainda que esteja apenas em um quarto. "
A Igreja de Jesus Cristo acredita que Jesus deva ser visto como sendo a "segunda personalidade" de Deus, ao contrário de teologia trinitária tradicional, Jesus é visto tanto como o pai, bem como o filho. "A Fé e Doutrina" dá duas citações do Livro de Mórmon que suportam essa doutrina: "Eis que eu sou Jesus Cristo, eu sou o Pai e o Filho...[ sic ], e assim como eu apareci a ti, para estar no espírito eu aparecerei a meu povo na carne "(Éter 3:14-16).
A Igreja de Jesus Cristo vê Jesus como o segundo "personagem" de Deus, não é uma segunda "pessoa" de Deus, o Pai e o Filho são "personagens" separados, pois ambos possuem forma distinta. Isso torna-se mais claro pela posição que se estendeu sobre o Espírito Santo em "A Fé e Doutrina": "Enquanto alguns estudantes da Bíblia gostam de se referir ao Espírito Santo como o Terceiro Personagem da Trindade, em nenhum lugar na Bíblia ou Livro de Mórmon é a ideia apoiada. Pelo contrário, o Espírito Santo é chamado de terceira testemunha... Se o Espírito Santo foi um personagem distinto e separado, por que não há registro em nenhum lugar de alguém vê-lo como uma entidade distinta, a resposta é óbvia. Ele não é um personagem como o Pai ou o Filho... O Espírito Santo é exatamente o que dizem as escrituras, é o poder, a glória, e a testemunha que vem de Deus".
"Quando esse mistério se torna claro, pode-se compreender facilmente o que se entende por "batizando em nome do Pai, e em nome do Filho, e em nome do Espírito Santo". Isso significa que: "Em nome do Pai, que é Deus Todo-Poderoso com a forma e as paixões do corpo, a quem nós pagamos a mais alta honraria como o Criador e Governador do universo inteiro, em nome do Filho, que é Deus encarnado e salvador do mundo, e, em nome do Espírito Santo, que representa Deus no homem (mas não é Deus na sua totalidade), que é o grande gravador, a testemunha Divina, através do qual a vontade e a obra de Deus é conseguida."

### Escrituras
A Igreja de Jesus Cristo acredita que as escrituras do Novo Testamento contêm a verdadeira descrição da igreja, conforme estabelecido por Jesus Cristo. Eles acreditam que essas escrituras configuram a suficiente doutrina para a vida e salvação para toda a humanidade.
Tanto a Bíblia como o Livro de Mórmon são considerados a palavra inspirada de Deus. Todas as doutrinas e fé da Igreja são referenciados com esses dois livros. Outros livros comumente associados com o movimento dos Santos dos Últimos Dias, como a Doutrina e Convênios, Pérola de Grande Valor e outros não são considerados, pois acreditam conter muitas falsas revelações e não são aceitos pela igreja. A igreja acredita na continuidade da revelação de Deus, mas somente quando essas revelações são apoiadas pela Bíblia e pelo Livro de Mórmon.

### Salvação
A Igreja de Jesus Cristo ensina que a igreja tal como definida por Cristo no Novo Testamento contém todas as doutrinas e práticas essenciais para a salvação. Os adeptos acreditam que hoje a Igreja deve conter todos os elementos da igreja primitiva, e acreditam que a Igreja de Jesus Cristo é essa igreja, e a única Igreja verdadeira. A humanidade será punida de acordo com seus próprios pecados e não pelos pecados de Adão e Eva. Crianças pequenas, portanto, não têm necessidade do batismo para obter a salvação, pois elas são sem pecado, e são apenas abençoados pelo sacerdote. O batismo é permitido somente quando se atinge uma idade de responsabilidade.

### Princípios do Evangelho
1. Fé - Os membros devem acreditar em Jesus Cristo, que morreu e ressuscitou.
2. Arrependimento - Um sentimento de tristeza pelo pecado e o desejo de não pecar mais.
3. Batismo (Água) - Imersão em água em nome do Pai, do Filho e do Espírito Santo para a remissão dos pecados. Imersão é comparável a ser enterrado em semelhança à morte de Cristo e surgindo em novidade de vida. A Igreja ensina que o batismo deve ser em uma área natural com água, como um rio ou lago, e não em uma piscina ou outra estrutura artificial[12].
4. Batismo (Fogo) - Imposição de mãos para receber o Espírito Santo. O sacerdote impõe as mãos sobre a cabeça do candidato para esta recepção após o batismo de água.

### Joseph Smith
A Igreja de Jesus Cristo acredita que Joseph Smith foi um profeta levantado por Deus para restaurar a Igreja, mas que Smith apostatou e permitiu a entrada de muitas visões, revelações e profecias estranhas à Bíblia e ao Livro de Mórmon na igreja. Muitas profecias de Joseph Smith são consideradas heréticas pelos bickertonitas.

### Outras doutrinas
A Igreja de Jesus Cristo celebra a Santa Ceia com pão sem fermento e vinho, ao contrário da Igreja Mórmon, que celebra com pão comum e água. E a oração eucarística é espontânea e não meramente lida no Livro de Mórmon ou na Bíblia. O vinho é servido em cálice comum. Os ministros comungam por último, após a congregação ser servida.
Os membros da Igreja seguem a ordenança do lava-pés (João 13:5) quatro vezes por ano, como uma demonstração de humildade pessoal. A igreja acredita que esta é uma lei muito importante, citando a declaração de Jesus a Pedro: "Se eu não te lavar, não tens parte comigo".
Os membros da Igreja cumprimentam-se com o Ósculo Santo ou beijo santo, de preferência no rosto, para simbolizar que estão se saudando no amor de Deus.
Os membros da igreja acreditam nos dons do Espírito Santo, conforme descrito nas escrituras. Esses incluem, mas não estão limitados a: a palavra de sabedoria, a palavra de conhecimento, fé, cura, profecia, discernimento, testemunho de anjos, falar em línguas e interpretação de diversas línguas.
Os membros referem-se uns aos outros como "irmão" e "irmã". A igreja aconselha os membros a serem moderados em todas as coisas, incluindo suas roupas e aparência. A Igreja de Jesus Cristo acredita que os hinos são muitas vezes revelados por inspiração divina para a edificação da igreja. Eles usam muitos songbooks diferentes, mas principalmente dois: The Saints Hinário e The Songs of Zion.
A igreja mantém uma editora em Bridgewater, Michigan e imprime a sua própria edição do Livro de Mórmon. A Igreja publica uma revista mensal chamada The News Gospel.